# نيكولاس بافلوفيتش
نيكولاس بافلوفيتش (بالإسبانية: Nicolás Pavlovich) هو لاعب كرة قدم أرجنتيني في مركز الهجوم، ولد في 14 فبراير 1978 في بالكارسي في الأرجنتين. لعب مع أرجنتينوس جونيورز وأوليمبو وبانفيلد ولاسيرينا ونادي راسينغ ونادي ساتورن رامنسكوي ونادي كايزرسلاوترن ونادي ليبرتاد ونادي نيكاكسا ونيولز أولد بويز.

## وصلات خارجية
- نيكولاس بافلوفيتش على موقع قاعدة بيانات كرة القدم.إي يو (الإنجليزية)
- نيكولاس بافلوفيتش على موقع Soccerway.com (الإنجليزية)
- نيكولاس بافلوفيتش على موقع عالم كرة القدم.نت (الإنجليزية)